# Anders Hansen
Anders Bau Hansen (17 de febrero de 1988) es un deportista danés que compitió en remo.
Ganó una medalla de bronce en el Campeonato Mundial de Remo de 2011 y una medalla de plata en el Campeonato Europeo de Remo de 2010, en la prueba de ocho con timonel ligero.

## Palmarés internacional
| Campeonato Mundial | Campeonato Mundial          | Campeonato Mundial | Campeonato Mundial      |
| Año                | Lugar                       | Medalla            | Prueba                  |
| ------------------ | --------------------------- | ------------------ | ----------------------- |
| 2011               | Bled (Eslovenia)            | Medalla de bronce  | Ocho con timonel ligero |
| Campeonato Europeo |                             |                    |                         |
| Año                | Lugar                       | Medalla            | Prueba                  |
| 2010               | Montemor-o-Velho (Portugal) | Medalla de plata   | Ocho con timonel ligero |